# Жарко Яків Васильович
Жарко Яків Васильович  (справжнє прізвище Жарченко) (*13 (25) лютого 1861 (за іншими даними 12 лютого 1861 або 11 листопада 1861), Полтава — †25 травня 1933, Краснодар) — український письменник і актор, діяч революційного руху; брат Надії Жарченко.

## Біографія
Народився у Полтаві в багатодітній родині колезького асесора, секретаря губернського правління. Батько Василь Федорович, за свідченням Якова, був козацького роду. Мати Олександра Григорівна походила з родини дрібних поміщиків Лазебників. У родині захоплювалися літературою, музикою і театральним мистецтвом.
Від старших братів і сестер (одна з них стала професійною актрисою) Яків змалку перейняв інтерес не лише до театрального мистецтва, а й до ідей повалення російського самодержавства, народництва (старший брат належав до народницького таємного товариства «Унія», яке діяло в Полтаві у 1874—1875 рр).
Навчався в Полтавській гімназії. В гімназійні роки потоваришував із письменником й активістом «Братства Тарасівців» Володимиром Самійленком та відомим письменником Панасом Мирним, почав писати вірші українською. За участь у революційному русі у 1880 р. був виключений з гімназії. Відтоді перебував під гласним наглядом поліції і мав зобов'язання раз на тиждень відмічатися підпискою «про невиїзд». Неодноразово затримувався та арештовувався.
Добровольцем пішов на військову службу, під час проходження якої закінчив навчальний курс та земську фельдшерську школу.
Після смерті від сухот братів і сестер полишив батьківську оселю. У 1886—1896 рр. — актор мандрівних театральних груп М. Старицького, М. Кропивницького і П. Саксаганського. Зіграв низку характерних ролей, зокрема Омелька і Старотуза у п'єсах «Мартин Боруля» і «Безталанна» Івана Карпенка-Карого.
На літературну ниву Яків Жарко вступив у 1884 році, видавши в Полтаві збірку «Перши лирични творы. Частына перша». Друга поетична збірка — «Молодик. Пісні та думи» (1891) була заборонена цензурою.
Друга збірка віршів («Молодим. Пісні і думи», 1891) недопущена до друку цензурою. Публікувався в «Літературно-науковому вістнику», під редакцією І. Франка. У 1896 р. в Санкт-Петербурзі вийшла збірка його байок.
Залишивши сцену, жив на Катеринославщині (нині — Дніпропетровська область), у Маріуполі. Влітку 1904 року разом із сім'єю (на той час у нього вже було троє синів) переїхав у Єкатеринодар (нині Краснодар, РФ), що був на той час значним осередком української культури зі школами, де викладалась українська мова, кількома театрами, де ставилися й українські п'єси, і друкарнями. Працював діловодом у Комітеті піклування про народну тверезість, згодом став одним з організаторів і керівників Кубанської «Просвіти» та відділення Революційної Української партії (РУП). Тут він створив збірник «Пісні» (1905), «Байки» (1912), «Катеринодарцям» (1912), історичний нарис «На Кубані» (1912), «Балади і легенди» (1913), а також підбірки до антології «Українська муза» (1908) і до «Збірника українських байок» (1915). Брав участь у літературній організації «Плуг».
Більшовицький переворот не сприйняв.  У 1920-х роках працював на різних посадах у Кубанському художньому музеї.
Вірші публікував у журналі «Життя й революція». У зв'язку з публікацією віршів «З єгипетського циклу» був заарештований у ніч на 15 грудня 1929 р. за вигаданими звинуваченнями «в шпигунстві на користь Великої Британії». Перебування у в'язниці ГПУ тривало лише трохи більше місяця, хоча цькування письменника не припинялося вже до його смерті. Під час неодноразових обшуків зникли майже всі рукописи.
У березні 1931 року було заарештовано його сина, Василя Жарка, інженера-фізика та будівельника за фахом. Підставою для цього, вірогідно, став початок будівництва Біломорсько-Балтійського каналу імені Йосипа Сталіна, де необхідні були інженери.
Важким було матеріальне становище хворого 71-річного письменника. «Зараз, — гірко сповідувався він, закінчуючи автобіографію, — живу я з жінкою, якій 70 років, у кухні, на пенсію 21 р. 66 к. на місяць. Продав за малим не все (зосталися книги, які ніхто не купує), бідую, голодаю… і нікому немає до цього діла. Хворію… Хоч би на поезіях що заробить, біля яких длубався більш як 50 років!..».
Похований на Всіхсвятському кладовищі міста Краснодар.
Архів Якова Жарка зберігається в Інституті літератури ім. Тараса Шевченка в Києві.

## Вибрані твори
- Артист [Архівовано 14 вересня 2014 у Wayback Machine.] / Літературно-науковий вістник. — 1904. — Том 25
- Баштанник [Архівовано 14 вересня 2014 у Wayback Machine.] / Літературно-науковий вістник. — 1904. — Том 27